# Murteni-tó
A Murteni-tó (franciául: Lac de Morat, németül:Murtensee) Fribourg és Vaud kantonokban fekszik, Svájcban. Hivatalos neve: Lac de Morat.

## Földrajza
A tó a svájci-fennsík legkisebb tava. Fő mellékfolyója a Broye.
A tó vize a Broye-csatornán keresztül befolyik a Neuchâtel-tóba, mely a Thielle-csatornán keresztül csatlakozik a Bienne-tóhoz.
Ez a három tó-együttes egy tartalék víztárolót képez arra az esetre, amikor az Aare-folyó kiárad.